# パチマガスロマガFREE
パチマガスロマガFREEは、2021年2月8日開設の無料パチンコパチスロ情報サイト。

## 概要
パチンコパチスロ情報に特化したコラムサイトである。実戦、解析、分析、ニュースと、パチンコパチスロファンに有益な情報を、ライター陣によるオリジナルな視点に基づいた味付けで毎日10本程度更新している。
本サイトは、元々『パチンコ攻略マガジン』『パチスロ攻略マガジン』という雑誌を発行していた株式会社プラントピアが運営している。サイトには、松本バッチ、しのけん、レビン、フェアリン、ドテチン、助六などのパチマガスロマガライターが登場する。

## コンテンツ
コラム連載では、パチスロライターしのけんが日々のリアルな稼動をしたためる「しのけんの喰うならやらねば」を筆頭に、お笑い芸人ライター山ちゃんボンバーがパチンコの勝ち方を解く超有料級コラム「パチンコの勝ち方」、PS業界のアングラ事情に精通したパチンコライター虚心坦懐による「虚心坦懐のGoing Underground」、パチンコ店の現役コンサルタントにっしーが生の稼働実績を暴露する「ホールコンサル営業実録」、ガチプロライター日向七翔が1年365日、毎日の稼働記録を詳らかにする「ガチプロ収支晒し屋」等を収録。
また、ホールやショールームで実際にプロライターが遊技した打感から書かれた分析記事や、独自取材に根差した情報記事、機種の本質を丸裸にする解析記事まで、勝利への近道となるコラムも充実。
マンガでは、人気女子ライター・フェアリンの不思議な言動を描いたギャグマンガ『フェアリンにおまかせ!』や、人気パチスロライター・松本バッチの半生を描いた『松本バッチ物語』なども読むことができる。
動画コンテンツでは、人気機種のプレミアム動画を集めた「プレミアム百選」や、人気ライターの素顔に迫る「○○の好きな30のこと。」シリーズを収録。「○○の好きな30のこと。」では、人気ライターの知られざる人柄を垣間見ることができる、ここでしか見られない動画となっている。
さらに、「大当り期待度計算機／ハマリ確率計算機／連チャン期待度計算機」といった、パチンコパチスロ実戦で役立つ、便利な簡易計算ツールも実装している。

## 歴史
このサイトの前身は、雑誌『月刊パチマガスロマガ（2020年4月20日創刊、毎月21日発売）』であるが、同誌が2021年1月21日に発売された2021年3月号をもって休刊となり、時代に合わせてWEB化することとなった。「パチマガスロマガ」という媒体の歴史は、1987年に創刊した『パチンコ攻略マガジン』、および『パチスロ攻略マガジン』にまで遡る。雑誌としての歴史を引き継ぎ、誌面では実現不可能だったことを可能とするウェブサイトを目指し、2021年2月8日に開設された。
2023年7月17日からサイトが閲覧できないトラブルが発生。原因は、ドメインが、海外のドメイン管理会社に不正に移管されていたことによるものだった。これを受け、2023年7月28日より新URLにサイトを引っ越し、再オープンした。

## パチマガスロマガモバイルとの違い
このサイトを運営している株式会社プラントピアは、この「パチマガスロマガFREE」以外に、1995年にスタートした「パチマガスロマガモバイル」というサイトも運営している。「パチマガスロマガFREE」はコラムコンテンツを中心に無料提供しているのに対し、「パチマガスロマガモバイル」の方は、実戦値を入力するだけで遊技台の設定が推測できる等の各種攻略ツールなど、パチンコ・パチスロで勝つための有益な情報を一部有料で提供しているという違いがある。

## 漫画コンテンツ
- フェアリンにおまかせ
- 松本バッチ物語

## 所属ライター
- しのけん
- 松本バッチ
- レビン（攻略軍団長）
- フェアリン
- ドテチン
- 助六
- 和泉純
- ドラ美
- 銀太郎
- ヘミニク
- わるぺこ
- ガンちゃん
- くまちゃむ
- 菊丸
- 角屋角成
- jin
- 千奈里
- ウド茂作
- アップル藤子
- 真田シュン
- 日向七翔
- 天香膳一
- りんか隊長
- 優希
- 山ちゃんボンバー
- 亜城木仁
- 七之助
- きなこ
- パンダ
- 袴一平
- 緑山淳
- はじめ
- 虚心坦懐
- 奏弥
- おっとこまえ西
- 音華花[注釈 1]
- 黒咲さゆ
- 黒咲ゆのき
- すずみあすか
- ゆう

## 関連媒体
- パチマガスロマガモバイル - パチンコ・パチスロ攻略情報サイト
- 月刊パチマガスロマガ - パチンコパチスロ情報誌（2021年1月休刊）
- パチンコ攻略マガジン - パチンコ情報誌（2020年3月休刊）
- パチスロ攻略マガジン - パチスロ情報誌（2020年3月休刊）